# 小早川まりん
小早川 まりん（こばやかわ まりん、1978年12月9日 - ）は、日本の元AV女優。

## 略歴
2000年に『エスカレーション』（宇宙企画）でAVデビュー。
2002年に引退。

## 出演作品

### アダルトビデオ
- エスカレーション （2000年7月23日、宇宙企画）
- ヤミツキ （2000年8月25日、宇宙企画）
- 監禁遊戯 （2000年9月23日、宇宙企画）
- ビューティーストレンジャー （2000年10月26日、シャイ企画）
- タマにはしゃぶりたい （2000年11月23日、セクシア、100分、SXD-008）
- 淫獄 （2000年12月24日、シャイ企画）
- 南極2号 （2001年1月23日、KUKI）
- 癒してほしいの? （2001年2月21日、KUKI）
- H秘書はナマがお好き Part26 （2001年3月25日、シェール）
- 痴画像 （2001年4月25日、シェール）
- ズブ濡れ人生劇情 （2001年5月23日、KUKI）
- 教えてあげる （2001年6月23日、KUKI）
- Bejean 13 （2001年8月4日、桃太郎映像出版）
- ラビリンス （2001年8月20日、エクストリーム）
- 徹底攻略 （2001年10月1日、ワンズファクトリー、HP-013）
- 「痴」女優 Vol.33 （2001年11月9日、ワープエンタテインメント、CHD-033）
- まりん ハードセレクション（2001年11月15日、MOODYZ　Imperial、120分、MDI-068）
- Wild Thing! 3 （2001年12月15日、桃太郎映像出版）
- 樹海レイプ （2001年12月15日、MOODYZ、MDID-077）
- Pretty こばやかわまりん （2002年4月6日、エクストリーム、70分、PRE-19）
- 犯 やられた私…　（2002年5月15日、MOODYZ）

アダルトビデオ（再録版・編集版）
- 秘蔵 (2001年12月21日、宇宙企画、120分、RMD-038） 収録作品:エスカレーション、ヤミツキ、監禁遊戯[2]
- 猥褻。 (2001年1月1日、メディアックス)　収録作品:エスカレーション [3]
- 宇宙企画DX120分スペシャル 6 (2001年、宇宙企画、120分）　収録作品：エスカレーション 他出演：渡瀬晶、水野里蘭[4]
- 桃太郎 THE BEST 女優2 （2001年12月15日、桃太郎映像出版、MBD-06）収録作品:Wild Thing! 3 　他出演:後藤まみ、三本亜美、倉木えみ[5]
- ノーカット！！ (2001年、KUKI、180分、KTD-009) 収録作品:教えてあげる、南極2号、ズブ濡れ人生劇情
- AQUA (2001年2月16日、シャイ企画　エフ・イー・メタル、FEDV-044) 収録作品:ビューティーストレンジャー、淫獄
- THE BEST ミニスカ痴女の誘惑（2002年5月11日、ワープエンタテインメント、DSD-011 ）収録作品:「痴」女優 Vol.33の一部[6]
- Wild Thing Collection (2002年9月20日、桃太郎映像出版、DWI-3) 収録作品: Wild Thing! 3 他出演: 本樹憂真[7]
- インディーズアイドル 癒し系 (2002年12月1日、ゾーンワークス、120分、ZE-021) 他出演: 川浜なつみ、長谷川留美子、光月夜也、桜菜々
- 宇宙企画Memorial (2003年9月19日、宇宙企画、ケイ・エム・プロデュース、180分、MDH-008) 収録作品:エスカレーション、ヤミツキ、監禁遊戯
- cure heart (2003年11月21日、シェール、CAT-6) 収録作品:H秘書はナマがお好き Part26、痴画像
- Shabu! Double Beauty タマしゃぶ！ダブルビューティー (2004年、セクシア、笠倉出版社) 収録作品:タマにはしゃぶりたい　他出演:零忍
- ピンクファイル (2007年11月9日、KUKI、120分、KK-112) 収録作品:教えてあげる、ズブ濡れ人生劇情[8]